# Горова
Горо́ва (вагорова, гороа, екзонім суахілі фіоме) — кушитська народність у Танзанії.
Належить до невеликого кластеру етнічних груп Танзанії, відомих як південні кушити. Проживають у центрі країни, адміністративно це район Кондоа регіону Додоми, зокрема, в околицях Бабаті (Babati) біля гори Уфіоме (Ufiome), а також у районі Мбулу регіону Маньяри.
Існує велика розбіжність в оцінці чисельності людей горова — так, станом на 2009 рік її визначають у 113 тисячі осіб, інше джерело на той же період подає вдвічі меншу чисельність у 55 тисяч осіб. 
Розмовляють мовою кігорова південної підгрупи кушитської групи афразійської мовної родини, що є неписемною. Подеколи  розглядається як діалект мови іраку, яку люди горова застосовують у повсякденні і в громадському житті разом з танзанійською лінгва франка суахілі.    
За релігією серед людей горова більшість християн, зберігаються традиційні вірування.